# Партизан (футбольный клуб, Белград)
Футбольный клуб «Парти́зан» Белград (серб. Фудбалски клуб Партизан Београд) — сербский профессиональный футбольный клуб из Белграда. Клуб является вторым самым успешным в Сербии, выиграв в общей сложности 46 трофеев, включая 27 национальных чемпионатов, 16 национальных кубков, 1 национальный суперкубок, 1 , кубок Кычаковой, и занимает второе место в итоговой таблице Первой лиги (Югославия) всех времен. С 1949 года клуб принимает соперников на стадионе «Партизан». Стадион «Партизан» был построен в 1951 году
Клуб был основан молодыми высшими офицерами Югославской Народной Армии  4 октября 1945 года, как часть спортивного общества «Партизан». Стал первой восточноевропейской командой, дошедшей до финала Кубка европейских чемпионов (в 1966 году).
«Партизан» имеет давнее соперничество с «Црвеной звездой», другой командой из Белграда. Матчи между этими двумя клубами называются «Вечным дерби» и считаются одним из главных дерби команд из одного города в мире. Всего эти команды провели 53 матча. 16 побед одержала «Црвена звезда», 18 побед одержал «Партизан», 19 матчей завершились в ничью.

## История

### Основание и первые успехи
«Партизан» был основан 4 октября 1945 года как футбольная секция ЮСО «Партизан» и был назван в честь югославских партизан, военного коммунистического образования, которое сражалось во время Второй мировой войны. На следующий же день был проведен товарищеский матч против сборной Сербии, в котором «Партизан» одержал первую в своей истории победу со счетом 4—2. В том же году состоялся первый международный матч «Партизана» с московскими «армейцами», называвшимися тогда ЦДКА. Клуб был сформирован и изначально управлялся группой высших офицеров Народно-освободительной армии Югославии. Среди них были Светозар Вукманович, Ратко Вуйович и Коча Попович. Первым главным тренером команды стал хорват Франё Гласер, совмещавший свою должность с игрой в воротах «Партизана». Уже в сезоне 1946/47 «Партизан» завоевал свой первый титул чемпиона Югославии. Второй чемпионский титул последовал в 1949. До того времени «Партизан» играл свои домашние матчи на старом стадионе БСК, когда его стадион был построен на том же месте и был назван стадионом ЮНА. В 1950 году клуб развился из футбольной секции Армии в независимый клуб под покровительством Югославского спортивного общества «Партизан». Первым президентом клуба стал Ратко Вуйович. В 1953 оставшиеся формальные связи между «Партизаном» и Армией распались. Во время 1950-х у клуба был длительный период без побед в чемпионате, были только победы в кубке в 1952, 1954 и 1957. В сезоне 1955/1956 состоялось историческое событие для «Партизана» и всего сербского футбола: белградский клуб стал участником первого еврокубкового матча в истории. Первая встреча в Лиссабоне с португальским «Спортингом» завершилась боевой ничьей 3—3, а ответный матч в Сербии принес «Партизану» крупную победу со счетом 5—2. Следующего соперника — грозный мадридский «Реал» — сербы не смогли пройти, разгромно проиграв в первой встрече 0—4. Но ответный матч порадовал белградскую публику, завершившись со счетом 3—0 в пользу «Партизана».

### Золотое поколение 60-х и финал Кубка европейских чемпионов
В 1958 году, отыграв 13 лет в красно-синей форме, клуб принял чёрно-белые цвета. Изменение внешнего облика клуба было вызвано радикальными изменениями в команде. Большое число молодых игроков, выпускников юношеской академии «Партизана» и известных как "дети «Партизана», вскоре превратилось в одно из лучших поколений, когда-либо игравших в команде. Тренеры Ильеш Шпиц, Флориян Матекало и Степан Бобек контролировали и управляли их развитием. Решение положиться только на молодых игроков, собранных со всей страны, быстро дало результаты — «Партизан» выиграл три чемпионских титула подряд, в 1961, в 1962 и в 1963, первый хет-трик в лиге. В 1965 команда выиграла четвёртый титул за пять лет, будучи прерванными своими соперниками «Црвеной звездой» в 1964. В начале 60-х начало расти ожесточённое соперничество между «Партизаном» и «Црвеной звездой».
Кампания Кубка европейских чемпионов 1965/1966 стала венцом карьеры для этого поколения. После победы над английским «Манчестер Юнайтед» с общим счётом 2—1 «дети „Партизана“», ведомые тренером Абдулахом Гегичем, добились величайшего успеха в истории «Партизана» — вышли в Финал Кубка европейских чемпионов против испанского «Реала». Финал был сыгран 11 мая на стадионе «Эйзель» в Брюсселе. «Партизан» был впереди со счётом 1—0 до 70-й минуты после гола Велибора Васовича, но проиграл испанцам 2—1. После поражения в финале администрация клуба не смогла повысить уровень, и «Партизан» попал в продолжительный организационный кризис. Все основные игроки подписали контракты с большими западными клубами, и многообещающее поколение было потеряно. В то же время «Партизан» стал первой командой с Балкан и из Восточной Европы, которая дошла до финала Кубка европейских чемпионов.

### Первый европейский трофей
В 1976 году «Партизан» выиграл свой седьмой чемпионский титул после десяти лет ожидания. Восьмой титул последовал в 1978 году. В том же году «Партизан», ведомый тренером Анте Младиничем, выиграл свой первый европейский трофей — Кубок Митропы. «Чёрно-белые» обыграли в финале венгерский «Гонвед» со счётом 1—0. Неожиданно, следующий сезон 1978/1979 стал худшим в истории «Партизана». Он финишировал в чемпионате на 15-м месте, едва избежав вылета благодаря победе 4-2 над «Будучност» в последнем туре. Новый кризис стал серьёзным, что повлияло на результат следующего сезона, когда «Партизан» финишировал 13-м. Это длилось два сезона, но «Партизан» смог оправиться.

### Взлёт и трагическая смерть Драгана Манце
«Партизан» стал чемпионом в 1983 году по большей части благодаря выдающейся игре молодого Драгана Манце. Он помог «Партизану» выиграть чемпионат, забив 15 голов, и сразу же стал любимцем болельщиков. Также он вёл клуб в матчах второго раунда Кубка УЕФА 1984/1985 против «Куинз Парк Рейнджерс», одних из самых запоминающихся матчей в истории клуба. «КПР» выиграл первый матч 6—2, но «Партизан» прошёл дальше после победы со счётом 4—0 в ответном матче. Гол, который Манце забил против англичан, считается одним из самых выдающихся голов в истории «Партизана». 3 сентября 1985 игроки трагически потеряли своего товарища по команде, а фанаты — своего кумира — Манце погиб в автомобильной аварии на шоссе Нови Сад-Белград. Ему было всего 22 года, а он был на пике популярности. Даже сейчас Манце считается болельщиками «Партизана» величайшей клубной легендой. В его честь названа улица в Белграде около клубного стадиона.

### Последние сезоны в Югославии
В 1986 году после победы 4—0 над «Железничаром» «Партизан» выиграл свой 10-й чемпионский титул благодаря лучшей, чем у финишировавшей на втором месте «Црвене звезде», разнице забитых и пропущенных мячей. Однако, Футбольный союз Югославии решил, что весь последний тур должен быть переигран после обвинений в том, что определённые матчи были договорными. «Партизан» отказался переиграть свой матч, после чего «Железничару» была присуждена техническая победа 3—0, а титул достался «Црвене звезде». Однако, после ряда обращений и судебных разбирательств, которые, в конечном счете, привели в Югославский Конституционный суд, первоначальная итоговая таблица сезона 1985/1986, в которой «Партизан» был на первом месте, была официально признана в середине 1987 года. Также, снятие очков в сезоне 1986/1987 было аннулировано, и титул достался «Партизану», который возглавил таблицу без снятия очков.
В последние годы в Югославии «Партизан» подвергся существенным организационным изменениям. В 1989 году бывший вратарь Иван Чуркович стал президентом клуба, в то время как Мирко Марьянович стал исполнительным президентом «Партизана». Однако, клуб оказался в тени своего извечного конкурента «Црвены звезды» и её успехов во внутреннем чемпионате, европейских турнирах и Межконтинентальном кубке. «Партизан» выиграл только национальный кубок в 1989, спустя 32 года после последней победы в этом турнире. Последним трофеем, который он выиграл до распада Югославии, стал Суперкубок Югославии 1989, первый и единственный розыгрыш турнира. После распада Югославии новое государство было названо Федеративной Республикой Югославия. В новых обстоятельствах «Партизан» выиграл два титула подряд, в 1993 и 1994. Следующие три чемпионата «Партизан» выиграл в 1996, 1997 и 1999 годах. Клуб также выиграл несколько национальных кубков, в 1992, 1994 и 1998 годах. Ключевой фигурой во всех этих победах был Любиша Тумбакович. Он стал самым успешным тренером в истории «Партизана». В сезоне 1996/1997 «Партизан» был восстановлен в еврокубках после снятия запрета, наложенного УЕФА на югославские клубы, однако национальная команда продолжала выступления там, где они их прекратили весной 1992 года, а клубы утратили все свои результаты и рассматривались как новички еврокубков. Вместо наслаждения заслугами собственной многолетней работы они получали сильных соперников с самого начала, а турнир начинался уже в июле.

### Дебют в Лиге чемпионов
Тумбакович привёл «Партизан» к другой победе в кубке в 2001 году, и к чемпионскому титулу в 2002. Его последователь Лотар Маттеус привёл клуб к его первому участию в Лиге чемпионов после победы над английским «Ньюкаслом», где «Партизан» набрал три очка и занял последнее место в группе, и к чемпионскому титулу в 2003 году. Однако, занятость в Европе отразилась на чемпионской гонке и «Партизан» потерял титул. Новый тренер Владимир Вермезович выиграл чемпионат в 2005 году и смог довести команду до 1/8 финала Кубка УЕФА 2004/2005, где «Партизан» проиграл московскому ЦСКА, будущему победителю турнира. Низкие результаты во внутренних и международных соревнованиях в 2006 году побудили руководство клуба к поиску нового главного тренера. Сначала Юрген Рёбер, а потом Миодраг Йежич, не смогли вернуть чемпионство. Несмотря на то, что «Партизан» смог попасть в групповой этап Кубка УЕФА 2006/2007, сезон был провален.
Государственный Союз Сербии и Черногории распался, и новообразованная Сербская Суперлига стартовала в сезоне 2006/2007. В 2008 году бывший игрок Славиша Йоканович был назначен новым главным тренером. Сезоны 2007/2008 и 2008/2009 останутся самыми успешными в истории клуба. Но в Европе «Партизан» перенёс настоящий шок. УЕФА исключил «Партизан» из розыгрыша Кубка УЕФА 2007/2008 из-за беспорядков болельщиков во время выездного матча в Мостаре. В следующем сезоне «Партизан» разгромил в Лиге чемпионов чемпиона Уэльса «Рид» со счётом 8—0, что стало его самой крупной победой в европейских турнирах. После неудач в Лиге чемпионов «Партизан» два раза подряд попадал во второй по значимости европейский турнир. «Чёрно-белые» играли в Кубке УЕФА 2008/2009 и групповом этапе Лиги Европы УЕФА 2009/2010.

### Настоящее время
Вместе с новым тренером Александром Станоевичем «Партизан» выиграл чемпионат в 2010 году и «дубль» в 2011. После победы над бельгийским «Андерлехтом» «Партизан» прошёл в Лигу чемпионов 2010/2011. Там он занял последнее место, не набрав ни одного очка. В следующем сезоне «Партизан» не смог попасть в европейские турниры, что не отразилось на национальном первенстве, но спустя половину сезона Станоевич был уволен. После этого «Партизан» подписал контракт с бывшим тренером «Челси» Аврамом Грантом, который смог сохранить лидерство, добытое в середине сезона. Он привёл «Партизан» к его пятой подряд победе в чемпионате, но проиграл три раза заклятым противникам «Црвене звезде». Грант ушёл в отставку, и бывший тренер «Партизана» Владимир Вермезович вернулся в Белград в мае 2012. В сезоне 2012/2013 «Партизан» не смог попасть в Лигу чемпионов, но прошёл в групповой этап Лиги Европы.

## Достижения

### Национальные
Национальные чемпионаты — 27
- Чемпионат Югославии
  - Победитель (11): 1946/47, 1948/49, 1960/61, 1961/62, 1962/63, 1964/65, 1975/76, 1977/78, 1982/83, 1985/86, 1986/87
  - Вице-чемпион (9): 1953/54, 1955/56, 1957/58, 1958/59, 1967/68, 1969/70, 1983/84, 1987/1988, 1991/92
  - Бронзовый призёр (8): 1947/48, 1950, 1952/53, 1959/60, 1966/67, 1968/69, 1984/85, 1990/91
- Чемпионат Союзной Республики Югославии
  - Победитель (8): 1992/93, 1993/94, 1995/96, 1996/97, 1998/99, 2001/02, 2002/03, 2004/05
  - Вице-чемпион (5): 1994/95, 1999/00, 2000/01, 2003/04, 2005/06
  - Бронзовый призёр (1): 1997/98
- Чемпионат Сербии
  - Победитель (8): 2007/08, 2008/09, 2009/10, 2010/11, 2011/12, 2012/13, 2014/15, 2016/17
  - Вице-чемпион (9): 2006/07, 2013/14, 2015/16, 2017/18, 2019/20, 2020/21, 2021/22, 2023/24, 2024/25
  - Бронзовый призёр (1): 2018/19

Национальные кубки — 16
- Кубок Югославии
  - Победитель (5): 1946-47, 1951-52, 1953-54, 1956-57, 1988-89
  - Финалист (4): 1947-48, 1958-59, 1959-60, 1978-79
- Кубок Союзной Республики Югославия
  - Победитель (4): 1991-92, 1993-94, 1997-98, 2000-01
  - Финалист (3): 1992-93, 1995-96, 1998-99
- Кубок Сербии
  - Победитель (7): 2007/08, 2008/09, 2010/11, 2015/16, 2016/17, 2017/18, 2018/19
  - Финалист (4): 2014/15, 2019/20, 2020/21, 2021/22

Суперкубок Югославии — 1
- Суперкубок Югославии
  - Победитель: 1988/89

### Европейские
- Кубок европейских чемпионов
  - Финалист: 1966
- Кубок Митропы
  - Победитель: 1978

Другие турниры
- Победитель
  - Кубок Мохамеда V: 1963
  - Международный пятиугольный турнир Мехико: 1970
  - Международный пятиугольный турнир Боготы: 1971
  - Кубок Колумбии: 1976
  - Кубок Лунного Нового года: 1984
  - 40-летие «Партизана»: 1985
  - Кубок Часов: 1989
- 2-е место
  - Кубок Лунного Нового года: 1992
  - Кубок Сантьяго Бернабеу: 2007

## Эмблема
В 1945 «Партизан» принял в качестве своей первой эмблемы синий круг с окаймленной жёлтой полосой красной пятиконечной звездой посередине, которая символизировала коммунизм и содержала внутри сокращение JA — Jugoslovenska Armija («Югославская Армия»). Вскоре, эмблема была полностью изменена и стала принимать ту форму, которую мы видим сегодня. В 1947 году центральный круг стал белым с красной пятиконечной звездой внутри него. Он был окружен большим по размеру синим кругом, в котором были написаны слова Jugoslovenska Armija, в то время как оба круга были окружены жёлтым кругом с зелеными венками над ними. Внизу эмблемы располагался щит с белыми и красными полосками, а вверху было пять факелов, каждый из которых представлял одну из пяти наций Югославии (сербов, хорватов, словенцев, македонцев и черногорцев). Это было прямой отсылкой к национальному гербу бывшей Югославии.
В ранних 1950-х «Партизан» отделился от Армии, и в первый раз название команды было написано на кириллице и латинице во внешнем жёлтом круге клубной эмблемы. Надпись Jugoslovenska Armija была убрана с эмблемы вместе с зелёными венками и была заменена словами Sportsko Društvo (Спортивное общество). «Партизан» использовал эту эмблему вплоть до 1958 года, когда он сменил свои цвета с красно-синих на черно-белые. Эмблема также стала полностью черно-белой, а надпись Sportsko Društvo была исправлена на Jugoslovensko Sportsko Društvo (Югославское спортивное общество), в то время как пять красных факелов и красная пятиконечная звезда остались. Она была слегка изменена в 1963 после добавления шестого факела, чтобы отразить изменение официального государственного герба, который теперь включал шесть факелов, представляющих шесть югославских республик, вместо предыдущих пяти, представляющих пять наций. Автором эмблемы стал академический художник Бранко Шотра.
С 1992 года Югославия прекратила своё существование, поэтому вместо Jugoslovensko Sportsko Društvo были вставлены слова Fudbalski Klub (Футбольный клуб), и эта эмблема осталась неизменной. В сезоне 2007/2008 «Партизан» выиграл свой 20-й чемпионский титул и добавил над своей эмблемой две звезды, символизирующие 20 полученных титулов. Однако, существует альтернативная эмблема, которую болельщики «Партизана» называют «лопатой». Эту эмблему можно найти только на билетах, сувенирах, абонементах и клубных брошюрах, но она никогда не была вышита на форме «Партизана».

### Форма
Большую часть своей истории «Партизан» играл в чёрно-белой форме, но в ранние годы он использовал полностью бордовые, синие или белые футболки. В 1950 году у «Партизана» короткое время была полностью белая футболка с синей диагональной полосой, вместо полностью синей футболки. В 1952 году появились первые красно-синие и поделенные на четыре части футболки. В 1958 году, отыграв 13 лет в бордовой, синей и белой форме, клуб принял черно-белую форму. С тех пор «Партизан» играл главным образом в черно-белых полосатых футболках, с черными или белыми шортами и гетрами. Однако были исключения, как в 1974, когда он носил черно-белые с изогнутыми линиями футболки, и в 1982, когда он играл в полностью белых футболках с толстой чёрной горизонтальной полосой. В 1990 году, спустя более чем 30 лет, в выездном матче против мальтийского «Хибернианс» в Кубке УЕФА вернулась красно-синяя форма. Все это время гостевая форма была главным образом белой или, изредка, полосатой красно-синей, но в последнее время обычно используется полностью чёрная форма.

#### Домашняя
| 1950-е  | 1960-е  | 1970-e  | 1980-е  | 1990-е  | 2007/08 | 2008/09 | 2009/10 | 2010/11 | 2011/12 |
| 2012/13 | 2013/14 | 2014/15 | 2015/16 | 2016/17 | 2018/19 | 2021/22 | 2022/23 | 2023/24 |         |

#### Гостевая
| 2007/08 | 2008/09 | 2009/10 | 2010/11 | 2011/12 | 2012/13 | 2013/14 | 2014/15 | 2016/17 | 2017/18 |
| 2018/19 | 2021/22 | 2022/23 | 2023/24 |         |         |         |         |         |         |

#### Резервная
| 2007/08 | 2008/09 | 2009/10 | 2010/11 | 2011/12 | 2013/14 | 2018/19 | 2021/22 | 2022/23 | 2023/24 |

Источники:,

## Стадион и тренировочная база
Стадион «Партизана», спроектированный архитектором Микой Янковичем, был построен в 1949 году на месте стадиона БСК, ныне в общине Савски-Венац, центральном районе Белграда, и был домашним стадионом БСК Белград, нынешнего ОФК Белград. Был официально открыт 9 октября 1949 товарищеским матчем между сборными Югославии и Франции. Затем стадион уже принял свою нынешнюю форму, но по-прежнему мог вмещать 55 000 зрителей, поскольку состоял из нескольких ярусов. Он был значительно модернизирован в 1998, следуя правилам безопасности УЕФА. Это также привело к изменению стадиона в стадион только с сидячими местами, уменьшив вместимость до 32 710 зрителей. Сегодня это второй по вместимости стадион в Сербии.
Клубный стадион сейчас называется стадионом «Партизана», но большую часть своей истории был известен как стадион Югославской Народной Армии (Stadion Jugoslovenska Narodna Armija), и даже сейчас множество футбольных болельщиков во всех странах бывшей Югославии называют его старым именем. Болельщики «Партизана» также называют его «Fudbalski Hram» (Футбольный храм).
На стадионе с 1949 также проходили различные соревнования по другим видам спорта. Он также использовался с середины 50-х в качестве места проведения финальных соревнований, посвященных Дню молодёжи. Также он принимал чемпионат Европы по лёгкой атлетике в 1962 году, был местом проведения различных концертов и много раз принимал финалы Кубка Югославии и Кубка Сербии. Игроки «Партизана» тренируются в Спортивном комплексе «Партизан», названном Спортивным клубом «Партизан-Телеоптик», расположенном в общине Земун на севере Белграда, современном многоцелевом комплексе, полностью обновленном в 2004 году. Этот спортивный комплекс является тренировочной базой для команд «Партизана» всех категорий, от основной команды до команд младших возрастов. Также это домашний стадион филиала «Партизана» «Телеоптика».

## Молодёжная школа «Партизана» и филиалы
Молодёжная школа «Партизана», названная «Молодёжной школой Белин — Лазаревич — Надовеза», была основана в 1950-х годах и названа в честь бывших игроков «Партизана» Бруно Белина, Чедомира Лазаревича и Бранко Надовезы. Клуб хорошо известен благодаря своей усердной работе с молодыми игроками. Его футбольной философией является не только развитие футболистов, но и забота о развитии и воспитание личностных качеств вместе со спортивным духом. Здесь обучается около 400 футболистов, разделенных на возрастные категории. Игроки разделены на шесть команд, четыре из которых выступают на уровне страны — игроки до 17, 16, 15 и 14 лет, — а команды, составленные из игроков до 13 и 12 лет — на городском уровне. Игроки, не достигшие 12 лет, не участвуют в официальных соревнованиях, но играют в турнирах и товарищеских матчах. «Партизан» выиграл больше всего чемпионатов и кубков в молодёжных соревнованиях среди других сербских команд. Молодёжные команды также участвуют в различных турнирах по всей Европе. Многие из лучших игроков академии попадают напрямую в основную команду «Партизана» или его филиала «Телеоптика».
Команды всех возрастных категорий тренируются, как и основная команда «Партизана» и игроки «Телеоптика», в Спортивном комплексе «Партизан-Телеоптик». За свою работу с молодёжью «Партизан» уже получил несколько наград, включая «Лучшая работа с молодёжью в Европе» в 2006. Несколько лет назад УЕФА объявил молодёжную школу «Партизана» лучшей в Европе после академии амстердамского «Аякса». Академия «Партизана» выпустила множество профессиональных игроков и игроков сборной Сербии и других югославских стран. Известными выпускниками академии являются Симон Вукчевич, Милан Смилянич, Никола Гулан, Иван Обрадович, Миралем Сулеймани, Адем Ляйич, Стеван Йоветич и Матия Настасич.

## Ультрас
Организованные фанаты «Партизана», известные как Гробари (Могильщики) появились в 1970-х годах. Прозвище было дано их главными оппонентами, фанатами белградской «Црвены звезды» из-за формы «Партизана», которая напоминала одежду могильщиков. Другая версия происхождения прозвища — название улицы, на которой находился стадион «Партизана» — Humska (Могильная). Гробари поддерживают «Партизан» во всех видах спорта. В 1999 году произошёл раскол организации, когда новообразованная группа Južni Front (Южный Фронт) обвинила нескольких членов руководства Гробари в злоупотреблениях и махинациях со средствами, выделяемыми клубом. В 2005 году разногласия были улажены, и на данный момент на Южной трибуне есть три крупные группы: Južni Front, Гробари 1970 и Гробари Белград. Фанаты «Партизана» установили братские отношения с фанатами Московского ЦСКА и с фанатами футбольного клуба ПАОК из Греции.

## Вечное дерби
Главным соперником «Партизана» является «Црвена звезда». Матчи между этими двумя клубами называются «Вечным дерби» (Вечити дерби). Оба клуба также являются самыми популярными в Черногории и Сербской Республике. У них также есть большое число болельщиков в бывших югославских республиках и также среди сербской и югославской диаспор. Соперничество началось сразу же после создания двух клубов в том же году, а именно — в 1945. «Црвена звезда» была основана в тесных связях с Министерством внешней политики, а «Партизан» — как футбольная секция Народной армии. С тех пор оба клуба доминировали в местном футболе. Соперничество усиливается тем, что оба клуба находятся в нескольких сотнях метров друг от друга. «Вечное дерби» особенно отличается страстью обеих болельщицких групп. Сектора обеих команд наполняются фейерверками, цветными конфетти, флагами, рулонами бумаги, факелами, дымом, барабанами, гигантскими постерами и хореографией, использующимися, чтобы создать визуальное великолепие и добавить психологическое давление на команду гостей, отсюда слоган «Добро пожаловать в ад». Некоторые болельщики иногда используют также трубы, подобно болельщикам в Южной Америке. Обе группы болельщиков поют страстные песни против своих соперников, а стадионы известны тем, что они вибрируют, когда прыгают фанаты. В мире есть много дерби, но только некоторые можно сравнить с этим, это больше, чем просто футбольный матч, и имеет более глубокое значение. Дуэль двух клубов считается одним из величайших футбольных противостояний в мире. Оказывая широкое влияние на большую часть города, оно дублирует, вместе со «Старой Фирмой», римским дерби и стамбульским дерби, самые жаркие противостояния в европейском футболе. В 2009 году Британский «Дейли Мейл» расположил «Вечное дерби» на четвёртом месте среди десяти величайших футбольных противостояний всех времен. Наибольшая посещаемость на матче «Црвена звезда» — «Партизан» была около 108 000 зрителей 7 ноября 1976 года стадионе «Црвена звезда». Самой крупной победой является победа «Партизана» 7-1 над «Црвена звезда» 6 декабря 1953 года на стадионе «Партизана».

## Клубные рекорды
Момчило Вукотич является рекордсменом «Партизана» по количеству матчей (791 матч). Рекордсменом по количеству забитых мячей является нападающий Степан Бобек с 425 голами. Более 150 игроков «Партизана» играли в сборной Югославии, среди них Степан Бобек, Бранко Зебец, Златко Чайковский, Фахрудин Юсуфи, Велибор Васович, Милан Галич, Милутин Шошкич, Славиша Йоканович, Зоран Миркович, Младен Крстаич и Предраг Миятович (бывший спортивный директор мадридского «Реала»). Бывший игрок «Партизана» Саво Милошевич сыграл 102 матча за национальную сборную, что является национальным рекордом. Степан Бобек является обладателем рекорда национальной сборной с 38 голами, второе место делят легенды «Партизана» Саво Милошевич и Милан Галич, каждый из которых забил по 37 голов. Клуб обладает такими рекордами, как участие в первом матче Кубка европейских чемпионов в 1955, первая балканская и восточноевропейская команда, которая играла в финале Кубка европейских чемпионов в 1966, и первая команда из Сербии, которая участвовала в групповом этапе Лиги чемпионов УЕФА.
«Чёрно-белые» являются рекордсменами Югославской первой лиги по количеству очков, набранных во время одной кампании, со 107-ю очками в одном чемпионате, являются единственной командой, которая стала чемпионом, не проиграв ни одного матча (в сезоне 2004/2005), первым чемпионом Югославии в 1947 году, первым победителем Кубка Югославии, также в 1947, и, следовательно, первым победителем «дубля» в стране. «Партизан» выиграл три чемпионских титула подряд, в 1961, 1962 и 1963, первый хет-трик в Югославской Первой лиге. «Партизан» также выиграл большинство национальных чемпионатов с распада Социалистической Федеративной Республики Югославии, став чемпионом 12 раз из 19. Он является единственным сербским клубом, с первого национального соревнования в 1923, который выиграл 5 чемпионских титулов подряд, не покидая трон с сезона 2007/2008. Возможно, самыми захватывающими матчами «Партизана» является встреча с «Селтиком» в 1989 году. Первый матч состоялся в Мостаре (теперь Босния и Герцеговина), который «Партизан» выиграл 2-1. Ответная игра прошла в Шотландии, и «Селтик» выиграл 5-4. «Партизан» забил на последней минуте и прошёл дальше по правилу гола, забитого на чужом поле, на глазах у приблизительно 50 000 болельщиков. В настоящее время игроком с наибольшим числом матчей и забитых голов за «Партизан» в Европе является Саша Илич (63 матча, 15 голов).

## Игроки

### Текущий состав
| 25 | Флаг Сербии               | Вр  | Милан Лукач          | 1985 |  |  |  |  |
| 41 | Флаг Сербии               | Вр  | Александар Попович   | 1999 |  |  |  |  |
| 85 | Флаг Сербии               | Вр  | Неманья Стеванович   | 1992 |  |  |  |  |
|    |                           |     |                      |      |  |  |  |  |
| 4  | Флаг Боснии и Герцеговины | Защ | Синиша Саничанин     | 1995 |  |  |  |  |
| 12 | Флаг Сербии               | Защ | Златан Шехович       | 2000 |  |  |  |  |
| 17 | Флаг Сербии               | Защ | Марко Живкович       | 1994 |  |  |  |  |
| 23 | Флаг Сербии               | Защ | Боян Остойич         | 1984 |  |  |  |  |
| 26 | Флаг Сербии               | Защ | Александар Милькович | 1990 |  |  |  |  |
| 31 | Флаг Сербии               | Защ | Райко Брежанчич      | 1989 |  |  |  |  |
| 37 | Флаг Сербии               | Защ | Иван Обрадович       | 1988 |  |  |  |  |
| 72 | Флаг Сербии               | Защ | Слободан Урошевич    | 1995 |  |  |  |  |
| 73 | Флаг Сербии               | Защ | Неманья Милетич      | 1991 |  |  |  |  |
|    |                           |     |                      |      |  |  |  |  |
| 6  | Флаг Израиля              | ПЗ  | Бибрас Натхо         | 1988 |  |  |  |  |
| 10 | Флаг Сербии               | ПЗ  | Лазар Павлович       | 2001 |  |  |  |  |
| 15 | Флаг Сербии               | ПЗ  | Любомир Фейса        | 1988 |  |  |  |  |

| 21 | Флаг Сербии      | ПЗ  | Марко Евтович      | 1993 |  |  |  |  |
| 39 | Флаг Сербии      | ПЗ  | Милош Йоич         | 1992 |  |  |  |  |
| 55 | Флаг Сербии      | ПЗ  | Данило Пантич      | 1996 |  |  |  |  |
| 99 | Флаг Сербии      | ПЗ  | Милан Смилянич     | 1986 |  |  |  |  |
| —  | Флаг Сербии      | ПЗ  | Урош Кнежевич      | 2002 |  |  |  |  |
|    |                  |     |                    |      |  |  |  |  |
| 9  | Флаг Нидерландов | Нап | Квенси Мениг       | 1995 |  |  |  |  |
| 11 | Флаг Кабо-Верде  | Нап | Рикардо Гомеш      | 1991 |  |  |  |  |
| 14 | Флаг Сербии      | Нап | Самед Баждар       | 2004 |  |  |  |  |
| 27 | Флаг Сербии      | Нап | Никола Лакчевич    | 1999 |  |  |  |  |
| 33 | Флаг Сербии      | Нап | Марко Милованович  | 2003 |  |  |  |  |
| 36 | Флаг Сербии      | Нап | Никола Терзич      | 2000 |  |  |  |  |
| 50 | Флаг Сербии      | Нап | Лазар Маркович     | 1994 |  |  |  |  |
| 77 | Флаг Сербии      | Нап | Неманья Йович      | 2002 |  |  |  |  |
| 97 | Флаг Сербии      | Нап | Александар Лутовац | 1997 |  |  |  |  |

## Официальные лица

### Президенты клуба
Ниже дан полный список президентов «Партизана» на сегодняшний день.
| - Ратко Вуйович (1950) - Богдан Вуйошевич (1952—1956) - Джуро Лончаревич (1956—1958) - Мартин Дасович (1958—1962) - Димитрие Пискович (1962—1963) - Илия Радакович (1963—1965) - Владимир Дуич (1965—1967) - Мича Ловрич (1967—1971) | - Милосав Прелич (1971—1973) - Веса Живкович (1973—1974) - Предраг Глигорич (1974—1975) - Никола Лекич (1975—1979) - Влада Костич (1979—1981) - Милош Остоич (1981—1983) - Драган Папович (1983—1987) - Здравко Лончар (1987—1988) | - Здравко Мрвич (1988) - Шпиро Синовчич (1988—1989) - Иван Чуркович (1989—2006) - Ненад Попович (2006—2007) - Томислав Караджич (2007—2008) - Драган Джурич (2008-настоящее время) |

## Главные тренеры
| - Радомир Антич (1968—1976) - Велибор Васович (1971—1973) - Лотар Маттеус (2002—2003) - Мирослав Джукич (2007, 2017—2018) - Славиша Йоканович (2007—2009) - Горан Стеванович (2009—2010) - Александар Станоевич (2010—2012) - Аврам Грант (2012) - Владимир Вермезович (2012—2013) - Вук Рашович (2013) - Марко Николич (2013—2015) - Зоран Милинкович (2015) - Любинко Друлович (2015) | - Иван Томич (2015—2016) - Марко Николич (2016—2017) - Мирослав Джукич (2017—2018) - Зоран Миркович (2018—2019) - Жарко Лазетич (2019) - Саво Милошевич (2019—2020) - Александар Станоевич (2020—2022) - Илия Столица (2022) - Гордан Петрич (2022—2023) - Игор Дуляй (2023—2024) - Альберт Надь (2024) - Александар Станоевич (2024) - Саво Милошевич (2024) - Срджан Благоевич (2025—н. в.) |

## Индивидуальные награды

### Национальные
Лучшие бомбардиры чемпионата Югославии
| Сезон   | Имя               | Голов |
| ------- | ----------------- | ----- |
| 1950    | Марко Валок       | 17    |
| 1953-54 | Степан Бобек      | 21    |
| 1966-67 | Мустафа Хасанагич | 18    |
| 1974-75 | Бошко Джорджевич  | 20    |
| 1975-76 | Ненад Бекович     | 24    |

Лучшие бомбардиры чемпионата Федеративной Республики Югославии/Сербии и Черногории
| Сезон   | Имя            | Голов |
| ------- | -------------- | ----- |
| 1993-94 | Саво Милошевич | 21    |
| 1994-95 | Саво Милошевич | 30    |
| 1999-00 | Матея Кежман   | 27    |
| 2002-03 | Звонимир Вукич | 22    |
| 2005-06 | Срджан Радонич | 20    |

Лучшие бомбардиры чемпионата Сербии
| Сезон   | Имя          | Голов |
| ------- | ------------ | ----- |
| 2008-09 | Ламин Диарра | 19    |
| 2010-11 | Ивица        | 13    |

Футболист года в Югославии 
- Ненад Стойкович (1978)

Спортсмен года в Югославии 
- Милан Галич (1962)

Спортсмен года в Сербии и Черногории 
- Симон Вукчевич (2004)

Футболист года в Сербии
- Альмами Морейра (2009)

#### Международные
Серебряная бутса чемпионата мира
- Милан Галич (1962)

Лучший бомбардир чемпионата Европы
| Сезон | Имя         | Голов |
| ----- | ----------- | ----- |
| 1960  | Милан Галич | 2     |

Команда турнира на чемпионате Европы
- Милан Галич (1960)

Лучшие бомбардиры Кубка европейских чемпионов и Лиги чемпионов
| Сезон   | Имя               | Голов |
| ------- | ----------------- | ----- |
| 1955-56 | Милош Милутинович | 8     |
| 1963-64 | Владица Ковачевич | 7     |